# Antoine Fizes
Pour les articles homonymes, voir Fizes.
Antoine Fizes, né à Montpellier le 19 juillet 1689 où il est mort le 13 août 1765, est un médecin français, fils de Nicolas Fizes.

## Biographie
Antoine Fizes est parrain le 4 octobre 1730 à Clermont-l'Hérault de son neveu Antoine Nicolas Fizes. Il est présenté comme conseiller du Roi et professeur royal de mathématiques de Montpellier.
Après des études à la faculté de médecine de Montpellier, il y reçoit son doctorat en 1709.
Élève de Joseph Guichard Duverney et de Antoine de Jussieu à Paris, il concourt en 1737 avec Antoine Ferrein pour une chaire libre à Montpellier et y est nommé alors que les juges avaient désigné son rival. 
Praticien reconnu, il devient en 1763 le médecin du duc d'Orléans et gagne Paris. Mais, ne parlant que le latin et le languedocien, il est moqué par la cour et s'en retourne à Montpellier pour enseigner et pratiquer la médecine. Il enseigne aussi les mathématiques et la chimie. 
Il eut Jean-Jacques Rousseau parmi ses patients.
On lui doit des ouvrages de physiologie et de médecine dont les plus connus sont De cataractâ (1731) et De febribus (1749).